# 相博
相博（そうはく/そうばく）とは、古代・中世の日本において当事者間の合意に基づいて土地・財産・労役を等価交換すること。相替とも。

## 概要
交替制の勤務において勤務日を交換したり、領主が土地の一円支配を図るために近隣の土地の所有者に対してその所有地と自己の保有する遠方の土地との交換を行う際に用いた。なお、等価でないものを相博する場合には少額の価値のものの所有者が金銭等を付加することで等価の実現に努めた。
なお、土地の相博の場合には権利関係の変動を伴うため、後日の相互あるいは近隣との紛争の発生を回避するために相博状を作成した。